# Стиммінг

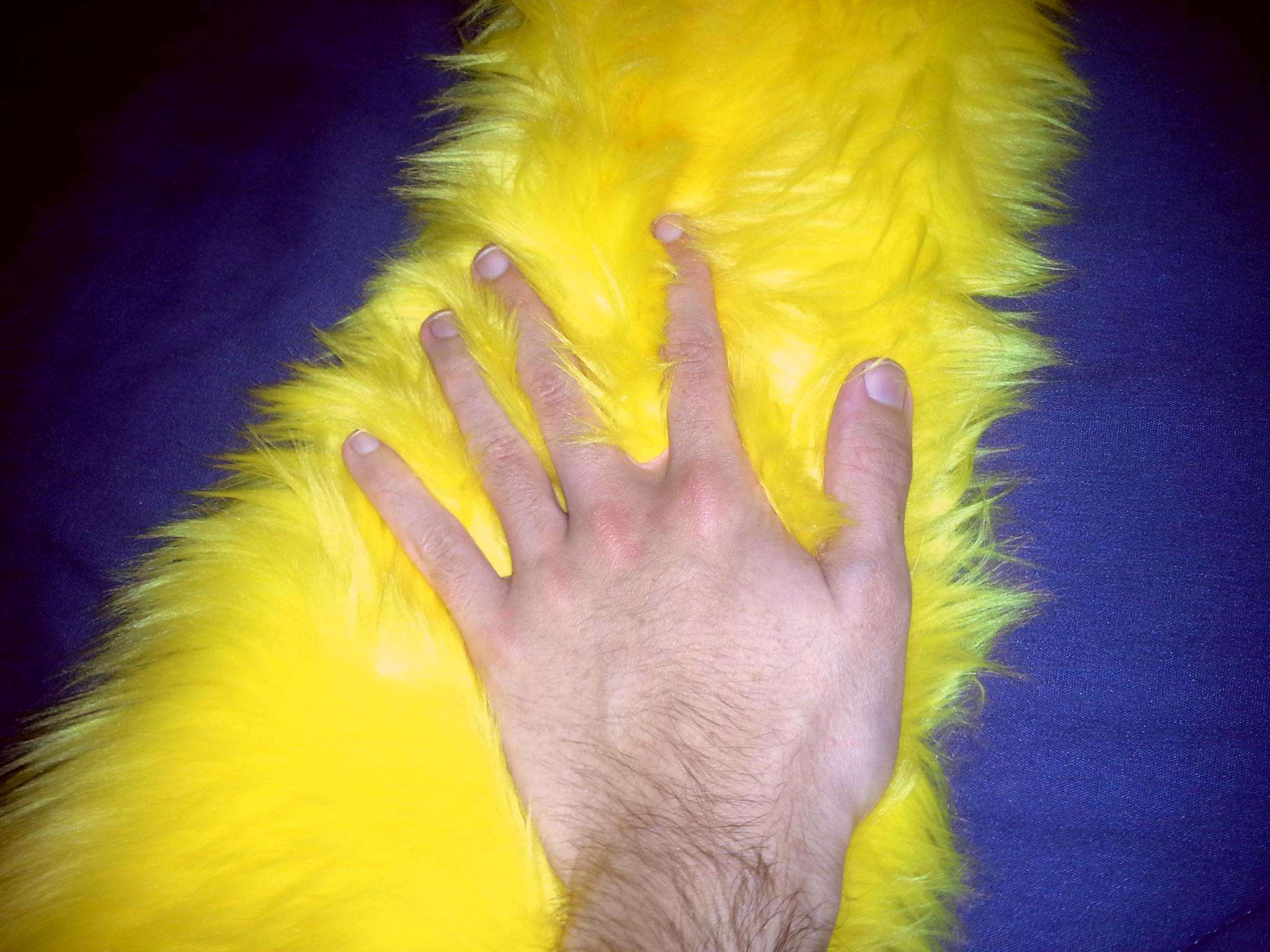
Відчуття м'якості або інших приємних текстур є поширеною формою стиммінгу.

Самостимулювальна поведінка (англ. Self-stimulatory behavior), також відома як «стиммінг» (англ. stimming) і самостимуляція (англ. self-stimulation) — це повторення фізичних рухів, звуків, слів, рухомих об'єктів або інших зациклених дій. Така поведінка (також відома в науці як «стереотипія») певною мірою притаманна всім людям, але особливо тим, хто має вади розвитку, також вона часто зустрічається у людей аутистичного спектра. Відомо також, що люди, у яких діагностовано розлад сенсорної обробки, потенційно демонструють поведінку стимулювання. Стиммінг інтерпретується як захисна реакція на надмірну стимуляцію, коли люди заспокоюються, блокуючи менш передбачувані подразники навколишнього середовища, до яких вони мають підвищену чутливість. Подальше пояснення розглядає стиммінг як спосіб полегшити тривогу та інші негативні чи загострені емоції. Попри те, що деякі способи стимулювання інколи є дуже корисними, стимулювання сильно стигматизується та драматизується у суспільстві. Люди з нейровідмінностями часто відчувають, що їм потрібно приховати або зменшити свою самостимулюючу поведінку, оскільки вона часто викликає небажану реакцію з боку тих, хто не розуміє їхню потребу у ній. Існують також потенційні ризики для психічного здоров'я та добробуту при придушенні потреби стимулювання.
Стимулююча поведінка може складатися з тактильного, зорового, слухового, голосового, пропріоцептивного (що стосується відчуття кінцівок), нюхового та вестибулярного стимулювання (що стосується рівноваги). Деякі поширені приклади стимулювання (іноді його називають стими, англ. stims) включають плескання руками, плескання в долоні, похитування, надмірне або сильне моргання, ходьба, удари головою, повторення звуків або слів, клацання пальцями та обертання предметів. У деяких випадках стимуляція може бути небезпечною та фізично шкідливою для людини, яка це робить; наприклад, залучені в ній особи можуть піддаватися ризику поранення, сильно б'ючись частинами тіла об стіни.

## Типи
Така поведінка може мати кілька варіацій:
- візуальна самостимуляція: дивлячись на світло, вирівнюючи предмети, повторюючи головоломку знову і знову;
- вестибулярна самостимуляція: похитування тулубом, кивання головою, стрибки вгору-вниз, обертання;
- тактильна самостимуляція: постукування предметами, тертя поверхонь;
- слухова самостимуляція: повторення слів або звуків – також відоме як ехолалія, удар предметом по столу;
- оральна самостимуляція: класти предмети або частини тіла в рот, облизувати предмети;
- нюхова самостимуляція: нюхання предметів.

## Причини
Причини та функції такої поведінки відрізняються у кожного особи:
- забезпечити собі сенсорну стимуляцію: у людей із сенсорним профілем гіпочутливого типу (слабка чутливість);
- розслабитися, блокуючи надмірну стимуляцію навколишнього середовища: у людей із сенсорним профілем гіперчутливого типу.

## Стиммінг і аутизм

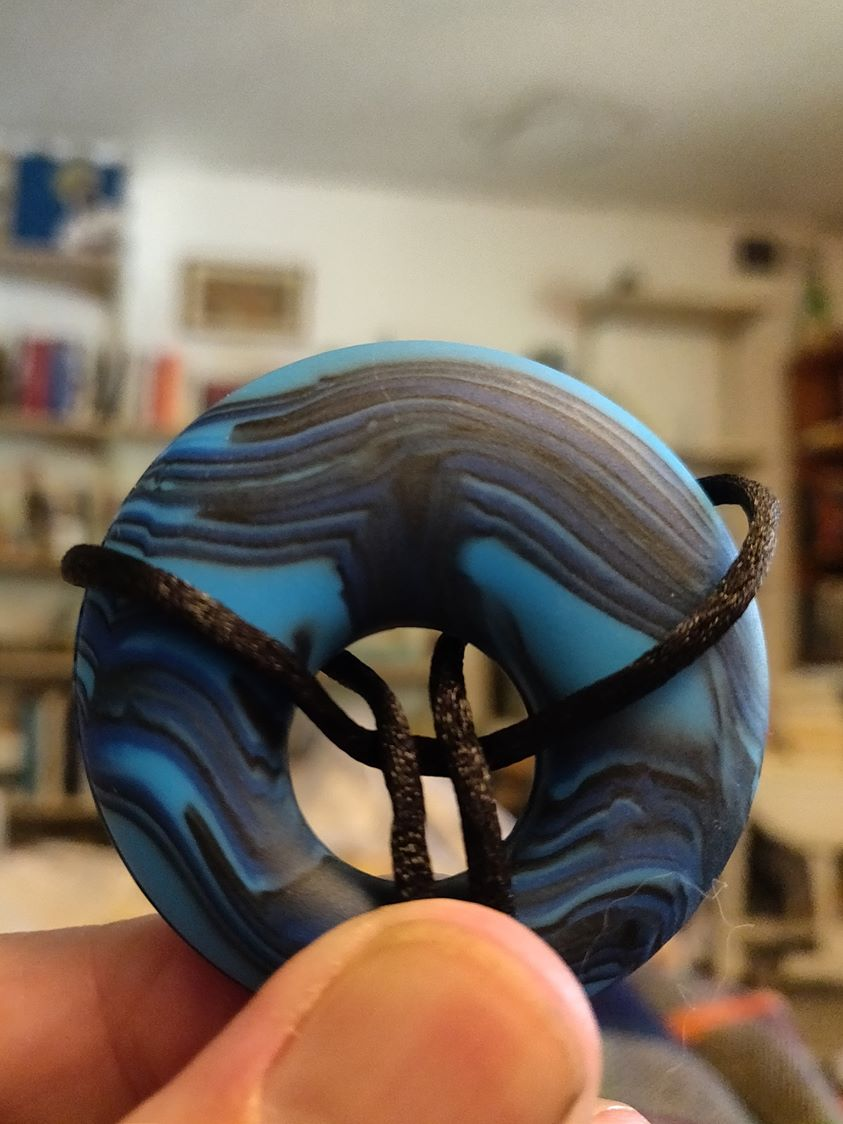
Твердий синій Натуральна гума жувальний стим кільце зі Шнурець, зав'язаним у вузлі Cow hitch

Стиммінг майже завжди присутній у людей аутистичного спектра, але не обов'язково вказує на його наявність в особи з ним. Найбільша різниця між аутичним і неаутичним стимулюванням полягає в типі стимулювання та кількості стимулювання. У «Діагностичному і статистичному посібнику з психічних розладів», опублікованому Американською психіатричною асоціацією, поведінка стимулювання описується як «стереотипна або повторювана рухова манера» і входить до списку як один із п'яти ключових діагностичних критеріїв розладу аутистичного спектра. Різні точки зору свідчать про те, що стимулювання включає як сенсорні, так і моторні функції. Недорозвиненість цих сенсомоторних функцій може призвести до стимулюючої поведінки, спричиненої людиною як контрольована реакція. Одне дослідження, в якому взяли інтерв'ю у тридцяти двох дорослих людей з аутизмом, показало, що непередбачувані та важкі обставини спричиняють стимуляцію.
Особа, яка виконує стиммінг іноді може завдати собі самопошкодження; наприклад, коли він складається з ударів головою, кусанням рук, надмірним самотертям та подряпанням шкіри. Хоча повністю припинити стиммінг важко, є способи скоротити час, витрачений на стиммінг, і створити для людини безпечніші звички стиммінгу. Управління сенсорним та емоційним середовищем, одночасно збільшуючи кількість щоденних вправ, може підвищити рівень комфорту для людини, що може зменшити кількість часу, який витрачається на стимуляцію.